# Baku Crystal Hall
Baku Crystal Hall (az. Bakı Kristal Zalı) – hala widowiskowo-sportowa w Baku w Azerbejdżanie, budowana od sierpnia 2011 do kwietnia 2012 na potrzeby organizowanego w maju 2012 57. Konkursu Piosenki Eurowizji.
Hala mieści 25 000 osób, budowa kosztowała 120–140 milionów €.
Projekt wykonała firma GMP International GmbH.